# Licania cymosa
Licania cymosa är en tvåhjärtbladig växtart som beskrevs av Karl Fritsch. Licania cymosa ingår i släktet Licania och familjen Chrysobalanaceae. Inga underarter finns listade i Catalogue of Life.